# Kweneng
Kweneng è un villaggio del Botswana situato nel distretto di Kweneng, sottodistretto di Kweneng East. Il villaggio, secondo il censimento del 2011, conta 570 abitanti.

## Località
Nel territorio del villaggio sono presenti le seguenti 6 località:
- Kweneng Cattle Post di 11 abitanti,
- Legotlhong di 45 abitanti,
- Mmatlakgwana di 11 abitanti,
- Ntshotlho di 6 abitanti,
- Shaamadi di 13 abitanti,
- Tlhabelapele/Setopi di 8 abitanti